# Fürstentum Eichstätt

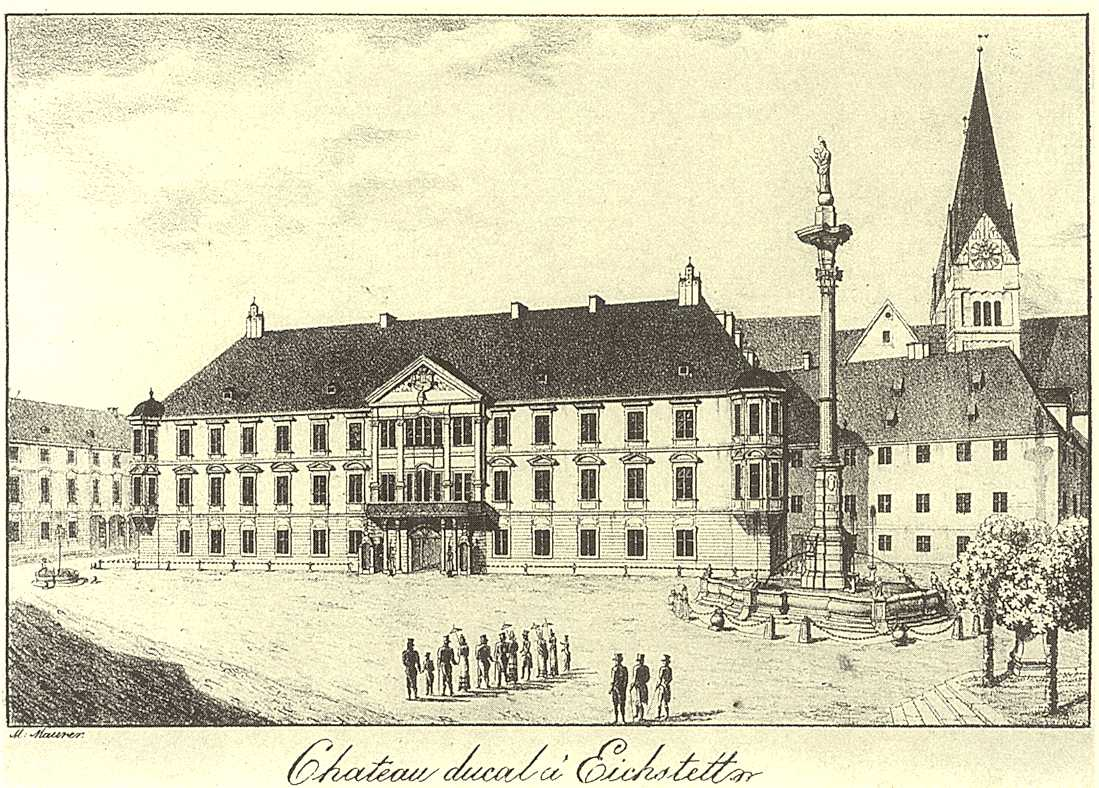
Die Leuchtenbergische Residenz in Eichstätt

Das Fürstentum Eichstätt war eine Mediatherrschaft im Königreich Bayern, die von 1817 bis 1833 bestand und ein Gebiet um Eichstätt mit etwa 24.000 Bewohnern umfasste. Besitzer des Fürstentums waren die Herzoge von Leuchtenberg.

## Geschichte
Eugène de Beauharnais, Stiefsohn Napoleons und Schwiegersohn Maximilians I. von Bayern, erhielt mittels einer königlichen Urkunde vom 14. und einer königlichen Erklärung vom 15. November 1817 den Titel eines Herzogs von Leuchtenberg und eines Fürsten von Eichstätt zugesprochen. Den Herzogtitel erhielt er ohne Besitzverbundenheit; die Ausmittlung eines aus Gütern, Renten und Rechten gebildeten neuen Fürstentums „in der Gegend von Eichstädt“ erfolgte durch einen königlichen Kommissar, Regierungsrat Carl Joseph Hartmann. Fortan führte der neue Fürst bis zu seinem Tod 1824 in München und am Sommersitz Schloss Ismaning ein ruhiges Leben. Sein Fürstentum mit dem Residenzort Eichstätt besuchte er nur wenige Male, insbesondere um seiner Jagdleidenschaft in den ausgedehnten Wäldern seines Fürstentums zu frönen.
Sein Sohn Auguste de Beauharnais, 2. Herzog von Leuchtenberg, verhandelte aus wirtschaftlichen Gründen seit 1832 über die Rückerwerbung des Fürstentums Eichstätt durch Bayern. 1833 kaufte die Krone Bayern das Fürstentum zurück. 1855 schließlich erwarb Bayern um drei Millionen Gulden auch die den Leuchtenbergischen Erben noch verbliebenen Besitzungen.

## Fürsten von Eichstätt
1. Eugène de Beauharnais (1781–1824), 1817 bayerischer Herzog von Leuchtenberg
2. Auguste de Beauharnais (1810–1835), 2. Herzog von Leuchtenberg seit 1824, Sohn des vorigen